# Fergus Kavanagh
Fergus Kavanagh, född den 21 maj 1985 i Dublin, Irland, är en australisk landhockeyspelare.
Han tog OS-brons i herrarnas landhockeyturnering i samband med de olympiska landhockeytävlingarna 2008 i Peking.
Han tog OS-brons igen i samma gren i samband med de olympiska landhockeytävlingarna 2012 i London.